# دونالد فيشر
دونالد فيشر (بالإنجليزية: Donald Fisher) هو شخصية أعمال أمريكي، ولد في 3 سبتمبر 1928 في سان فرانسيسكو في الولايات المتحدة، وتوفي بنفس المكان في 27 سبتمبر 2009 بسبب سرطان.

## وصلات خارجية
- دونالد فيشر على موقع إن إن دي بي (الإنجليزية)